# Neptunea vladivostokensis
Neptunea vladivostokensis is een slakkensoort uit de familie van de Buccinidae. De wetenschappelijke naam van de soort is voor het eerst geldig gepubliceerd in 1929 door Bartsch.